# توماس رينمان
توماس رينمان (9 أبريل 1983 في سويسرا - ) هو لاعب كرة قدم سويسري في مركز الدفاع. شارك مع منتخب سويسرا تحت 17 سنة لكرة القدم. أما مع النوادي، فقد لعب مع نادي ثون ونادي فادوتس ونادي يانغ بويز ونادي بادن ‏.

## وصلات خارجية
- توماس رينمان على موقع الاتحاد الأوربي (الإنجليزية)
- توماس رينمان على موقع قاعدة بيانات كرة القدم.إي يو (الإنجليزية)
- توماس رينمان على موقع Soccerway.com (الإنجليزية)
- توماس رينمان على موقع عالم كرة القدم.نت (الإنجليزية)
- توماس رينمان على موقع AS.com (الإسبانية)